# Arrondissement de Wehlau
L'arrondissement de Wehlau est un arrondissement prussien de la province de Prusse-Orientale qui existe de 1818 à 1945. Son siège est la ville de Wehlau, à environ 45 kilomètres à l'est de Königsberg.

## Histoire

### Royaume de Prusse
Depuis la réforme des arrondissements de Prusse-Orientale de 1752, le territoire de l'arrondissement de Wehlau appartient à l'ancien arrondissement de Tapiau, qui comprend les anciens bureaux principaux de Prusse orientale de Labiau, Tapiau et Taplacken,. En 1800, l'arrondissement de Tapiau a une superficie d'environ 2600 km² et 69 174 habitants.
Dans le cadre des réformes administratives prussiennes, l'"Ordonnance relative à l'amélioration de l'organisation des autorités provinciales" du 30 avril 1815 rend nécessaire une réforme complète des districts de toute la Prusse-Orientale, les arrondissements créés en 1752 s'étant révélés inadaptés et trop grands. Le 1er février 1818, le nouveau arrondissement de Wehlau est créé dans la district de Königsberg dans la province prussienne de Prusse-Orientale. Cela comprend initialement les paroisses de Cremitten (de), Goldbach (de), Groß Engelau (de), Grünhayn (de), Paterswalde (de), Petersdorf (de), Plibischken (de), Starkenberg (de), Tapiau (de) et Wehlau (de). Le 1er avril 1819, la paroisse d'Allenburg de l'arrondissement de Friedland est également incorporée à l'arrondissement de Wehlau. Depuis le 3 décembre 1829, après la fusion des provinces de Prusse et de Prusse-Occidentale, l'arrondissement appartient à la nouvelle province de Prusse avec son siège à Königsberg.
Après la division de la province de Prusse en les nouvelles provinces de Prusse-Orientale et de Prusse-Occidentale, l'arrondissement de Wehlau devient partie intégrante de la Prusse-Orientale le 1er avril 1878.
Le 9 janvier 1884, le domaine de Michelau - une enclave dans l'arrondissement de Wehlau - est transféré de l'arrondissement de Labiau à l'arrondissement de Wehlau. Le 10 décembre 1895, le domaine d'Heinrichshof, jusqu'alors comptée par erreur dans l'arrondissement de Friedland, est transférée de l'arrondissement de Friedland à l'arrondissement de Wehlau.
Le 30 septembre 1929, une réforme territoriale a lieu dans l'arrondissement de Wehlau conformément au développement dans le reste de la Prusse, dans laquelle presque tous les districts de domaine sont dissous et attribués aux communes voisines. Dans le même temps, le district de domaine d'Elisenau-Frisching, Forst est transféré de l'arrondissement de Bartenstein à l'arrondissement de Wehlau. En 1933, l'arrondissement de Wehlau couvre une superficie de 1 063 kilomètres carrés et compte 47 704 habitants.
Au printemps 1945, l'arrondissement est occupé par l'Armée rouge puis passe sous administration soviétique. La population allemande locale, si elle n'a pas déjà fui, est par la suite expulsée. Aujourd'hui, l'ancien territoire de l'arrondissement appartient à l'oblast russe de Kaliningrad.

## Évolution de la démographie
| Année | Habitants | Source |
| ----- | --------- | ------ |
| 1818  | 22 598    | [ 5 ]  |
| 1846  | 42 906    | [ 6 ]  |
| 1871  | 48 042    | [ 7 ]  |
| 1890  | 48 556    | [ 8 ]  |
| 1900  | 46 348    | [ 8 ]  |
| 1910  | 47 179    | [ 8 ]  |
| 1925  | 46 925    | [ 8 ]  |
| 1933  | 47 643    | [ 8 ]  |
| 1939  | 49.127    | [ 8 ]  |

## Politique

### Administrateurs de l'arrondissement
Arrondissement de Tapiau
- 1752–176500Johann George Goetz[9]
- 1765–179200Otto Wilhelm von Perbandt (de)[9]
- 1792–181400Carl Wilhelm Friedrich von der Groeben[9]
- 1814–181800Johann Karl von Wiersbitzki (de)

Arrondissement de Wehlau
- 1818–182400Johann Karl von Wiersbitzki
- 1824–184200Friedrich Wilhelm Adolf von Schwerin
- 1842–185800Johann Carl Leopold Pfeiffer
- 1858–187400Fritze
- 1874–187800Hans Carl Federath (de)
- 1879–188400Paul Bienko (de)
- 1884–189700Albert Lömpcke (de)
- 1897–190800Stephan von Gröning (de)
- 1908–191700Ernst Weber (de)
- 1917–192500Julius Wrede (de)
- 1925–193300Franz Hoffmann (de)
- 1933–193700Albrecht von Perbandt
- 1937–194200Horst-Hildebrandt von Einsiedel (de)

### Élections
Dans l'Empire allemand, l'arrondissement de Wehlau et l'arrondissement de Labiau forment la 2e circonscription du district de Königsberg (de)

### Constitution communale
Depuis le XIXe siècle, l'arrondissement de Wehlau est divisé en villes, en communes rurales et en districts de domaine. Avec l'introduction de la loi constitutionnelle prussienne sur les communes du 15 décembre 1933 ainsi que le code communal allemand du 30 janvier 1935, le principe du leader est appliqué au niveau municipal. Une nouvelle constitution d'arrondissement n'est plus créée; Les règlements de l'arrondissement pour les provinces de Prusse-Orientale et Occidentale, de Brandebourg, de Poméranie, de Silésie et de Saxe du 19 mars 1881 restent applicables.

## Districts de domaine (1874-1945)

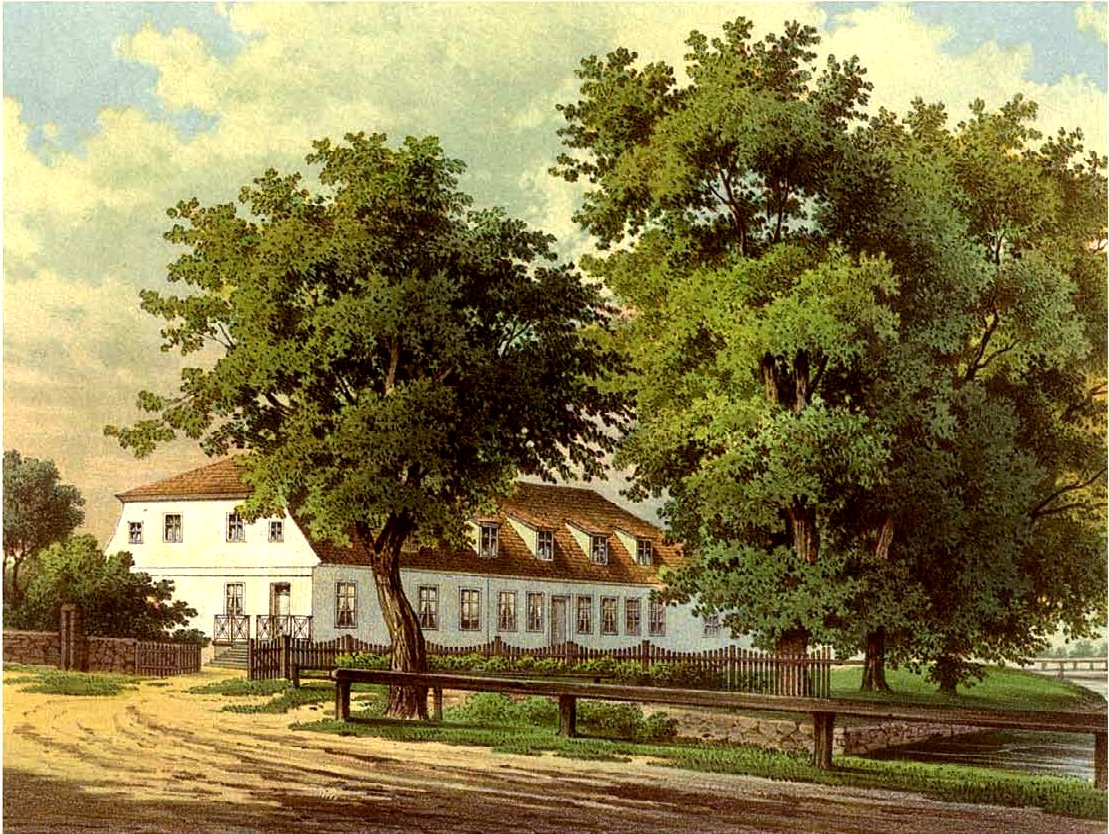
Manoir de Genslack vers 1860, Collection Alexander Duncker

Entre 1874 et 1945, l'arrondissement de Wehlau - en plus des trois villes d'Allenburg, Tapiau et Wehlau - est subdivisé en districts de bureau, auxquels les différentes communes et districts de domaine sont affectés :
| Nom (jusqu'en 1945)                              | Nom d'aujourd'hui   | Nom (jusqu'en 1945)                              | Nom d'aujourd'hui                  |
| ------------------------------------------------ | ------------------- | ------------------------------------------------ | ---------------------------------- |
| Bieberswalde                                     | Rutschji (de)       | Koppershagen                                     |                                    |
| Bonslack                                         |                     | Kremitten                                        | Losowoje (de)                      |
| Bürgersdorf                                      | Gordoje (de)        | Kuglacken                                        | Kudrjawzewo (de)                   |
| Drusken                                          |                     | Neumühl                                          | Kostromino (de)                    |
| Eiserwagen                                       | Bely Jar (de)       | Parnehnen                                        | Krasny Jar (de)                    |
| Friedrichsdorf                                   |                     | Paterswalde                                      | Bolschaja Poljana (de)             |
| Gauleden (Forst)                                 | Tumanowka (de)      | Plauen (jusqu'en 1874: Leißienen (Rodniki (de))) | Fedotowo (de)                      |
| Genslack                                         | Prudy (de)          | Plibischken                                      | Gluschkowo (de)                    |
| Goldbach                                         | Slawinsk (de)       | Pomauden                                         | Luschki                            |
| Grauden (bis 1938: Papuschienen)                 |                     | Pomedien                                         | Pruschaly                          |
| Groß Allendorf                                   | Kostromino (de)     | Pregelswalde                                     | Saretschje (de)                    |
| Groß Engelau                                     | Demjanowka (de)     | Rockelkeim                                       |                                    |
| Groß Fritschienen bis 1928 auch: Greiben (Forst) | Ostrikowo           | Sanditten                                        | Lunino (de)                        |
| Groß Schirrau                                    | Dalneje (de)        | Starkenberg, jusqu'en 1928 aussi: Kapkeim        | Krasny Bor (de), Wischnjowoje (de) |
| Grünhayn                                         | Krasnaja Gorka (de) | Taplacken                                        | Talpaki (de)                       |
| Grünlinde                                        | Jerschowo (de)      | Trimmau                                          | Nowoje (de)                        |
| Imten (Forst)                                    |                     | Weidlacken                                       | Jelniki (de)                       |
| Kleinhof                                         |                     | Weißensee                                        | Bolschije Gorki (de)               |
| Klein Nuhr                                       | Suchodolje (de)     |                                                  |                                    |

## Communes
À la fin de son existence en 1945, l'arrondissement de Wehlau comprend trois villes, 112 autres communes et trois districts de domaine inhabités :
- Allenburg, ville
- Aßlacken
- Auerbach (Kr. Wehlau) (de)
- Bartenhof (de)
- Bieberswalde (de)
- Biothen (de)
- Brandlacken
- Bürgersdorf (de)
- Dachsrode (de)
- Damerau
- Forst Drusken, district de domaine
- Eichen
- Eiserwagen (de)
- Ernstwalde
- Freudenfeld
- Friedrichsdorf
- Friedrichsthal (de)
- Frischenau (de)
- Fritschienen
- Fuchshügel
- Gauleden (de)
- Forst Gauleden, district de domaine
- Genslack (de)
- Goldbach (de)
- Grauden
- Forst Grauden, district de domaine
- Groß Allendorf (de)
- Groß Birkenfelde
- Groß Budlacken (de)
- Groß Engelau
- Groß Keylau (de)
- Groß Michelau
- Groß Nuhr
- Groß Ponnau (de)
- Großudertal (de)
- Grünhayn
- Grünlinde
- Gundau
- Guttschallen
- Hanswalde
- Hasenberg (de)
- Holländerei
- Imten
- Irglacken (de)
- Jägersdorf
- Kallehnen (de)
- Klein Budlacken (de)
- Klein Engelau
- Klein Nuhr (de)
- Klein Ponnau
- Klinglacken
- Knäblacken (de)
- Koddien
- Köllmisch Damerau (de)
- Koppershagen
- Kortmedien (de)
- Köthen
- Kuglack (de)
- Kuglacken (de)
- Kühnbruch
- Kukers (de)
- Langendorf (de)
- Leipen
- Leißienen (de)
- Lindendorf (de)
- Magotten (de)
- Moptau (de)
- Moterau (de)
- Nalegau
- Neuendorf (de)
- Neumühl (de)
- Nickelsdorf
- Parnehnen (de)
- Paterswalde (de)
- Pelkeninken (de)
- Petersdorf (de)
- Pettkuhnen
- Plauen (de)
- Plibischken (de)
- Plompen (de)
- Pomedien
- Poppendorf (de)
- Pregelswalde (de)
- Reinlacken
- Reipen
- Richau (de)
- Ringlacken
- Rockeimswalde
- Roddau-Perkuiken (de)
- Romau (de)
- Rosenfelde
- Sanditten (de)
- Schallen
- Schiewenau (de)
- Schillenberg
- Schirrau
- Schönrade (de)
- Schorkenicken
- Sechshuben
- Sielacken
- Skaten
- Sprindlack (de)
- Stadthausen
- Stampelken (de)
- Starkenberg (de)
- Stobingen (de)
- Tapiau, ville
- Taplacken (de)
- Tölteninken (de)
- Uderhöhe (de)
- Wargienen (de)
- Warnien (de)
- Wehlau, ville
- Weidlacken (de)
- Weißensee (de)
- Wilkendorf
- Wilmsdorf
- Zohpen (de)

### Communes dissoutes avant 1939
- Adlig Damerau, le 30 septembre 1928 à Damerau
- Aue I und II (de), le 30 septembre 1928 à Groß Allendorf
- Behlacken, le 30 septembre 1928 à Eichen
- Dettmitten (de), le 30 septembre 1928 à Plauen
- Groß Fritschienen, le 30 septembre 1928 à Fritschienen
- Groß Goldbach, le 30 avril 1910 à Goldbach
- Groß Liedersdorf, 1906 à Bärenbruch
- Groß Papuschienen, le 1er avril 1931 à Papuschienen
- Groß Schirrau (de), le 30 septembre 1928 à Schirrau
- Groß Weißensee (de), le 30 septembre 1928 à Weißensee
- Grünwalde, le 30 septembre 1928 à Weißensee
- Harnowen, le 30 septembre 1928 à Nagurren
- Jakobsdorf (de), le 1er novembre 1928 à Kuglacken
- Jodeiken (de), le 30 septembre 1928 à Pettkuhnen
- Kawerninken (de), le 30 septembre 1928 à Parnehnen
- Klein Barthen, 1898 au district de domaine d'Adlig Barthen
- Klein Birkenfeld, le 30 septembre 1928 à Pomedien
- Klein Goldbach, le 30 avril 1910 à Goldbach
- Klein Papuschienen, le 1er avril 1931 à Papuschienen
- Königlich Barthen, 1898 au district de domaine d'Adlig Barthen
- Königlich Langendorf, le 30 septembre 1928 à Langendorf
- Königlich Pomedien, 1890 au district de domaine de Pomedien
- Langhöfel (de), le 30 septembre 1928 à Starkenberg
- Lischkau, le 30 septembre 1928 à Kuglack
- Nehne, le 30 septembre 1928 à Parnehnen
- Nekiehnen, le 30 septembre 1928 à Weißensee
- Neu Ilischken, le 1er novembre 1928 à Kuglacken
- Neusasserei (de), le 30 septembre 1928 à Groß Allendorf
- Oberwalde, le 30 septembre 1928 à Genslack
- Pareyken, le 30 septembre 1928 à Reinlacken
- Pelohnen, le 1er novembre 1928 à Sanditten
- Pomauden, le 30 septembre 1928 à Hasenberg
- Potawern, le 30 septembre 1928 à Koppershagen
- Rauschninken, le 30 septembre 1928 à Bartenhof
- Rockelkeim, le 30 septembre 1928 à Leissienen
- Schaberau (de), le 1er novembre 1928 à Sanditten
- Schenken, le 1er octobre 1939 à Leipen
- Schönbruch, 1899 au district de domaine de Rosenfelde
- Schwolgehnen, le 30 septembre 1928 à Reipen
- Thulpörschken, le 30 septembre 1928 à Bartenhof
- Trakischkehmen, le 1er novembre 1928 à Kuglacken
- Uszballen (de), le 30 septembre 1928 à Reinlacken

### Changements de nom
Au cours du XXe siècle, et pour la dernière fois en 1938, plusieurs communes changent de nom :
- Aszlacken → Aschlacken (1936)
- Aschlacken → Aßlacken (1938)
- Augstupöhnen (de) → Uderhöhe (1938)
- Groß Aszlacken → Aszlacken (1928)
- Groß Skaticken → Skaticken (1929)
- Groß Uderballen (de) → Großudertal (1938)
- Kekorischken (de) → Auerbach (Kr. Wehlau) (1938)
- Königlich Damerau (de) → Köllmisch Damerau (1931)
- Lapischken → Fuchshügel (1938)
- Lieneballen → Stadthausen (1932)
- Muplacken (de) → Moptau (1938)
- Nagurren → Freudenfeld (1938)
- Obscherninken (de) → Dachsrode (1938)
- Obszerninken (de) → Obscherninken (1936)
- Papuschienen → Grauden (1938)
- Schorkeninken → Schorkenicken (1938)
- Skaticken → Skaten (1938)
- Szillenberg → Schillenberg (1936)

## Personnalités liées à l'arrondissement
- Karl Otto von Seemen (1838-1910), biologiste né à Sprindlack (de).
- Ernst Vanhöffen (1858-1918), biologiste né à Wehlau.
- Julius Hallervorden (1882-1965), neurologue né à Allenberg.